# Danny Cleary
Danny Cleary (* 18. prosince 1978, Carbonear, Newfoundland and Labrador) je bývalý kanadský hokejový útočník, který odehrál mezi lety 1998–2015 v severoamerické NHL přes 900 utkání, většinu za Detroit Red Wings.

## Kariéra v NHL
Draftován byl v roce 1997 týmem Chicago Blackhawks a ještě ten rok se dostal do týmu Blackhawks, kde odehrál 6 zápasů, ale nezaznamenal v nich ani bod a tak byl poslán do farmářského celku Portland Pirates. V roce 1998 byl vyměněn do Edmontonu Oilers, který ho ale obratem poslal do svého farmářského celku Hamiltonu Bulldogs. Teprve v roce 2000 odehrál celou sezónu v týmu Oilers a v 81 zápasech zaznamenal 35 bodů. V roce 2004 se jako volný hráč upsal týmu Phoenix Coyotes, kde se mu sezóna moc nepovedla. V roce 2005 v době výluky NHL hrál ve švédské Elitserien.
V červnu roku 2005 se jako volný hráč upsal Detroitu Red Wings, se kterými v roce 2008 vyhrál Stanley Cup. V sezóně 2010/2011 pak dosáhl svého bodového maxima, když nasbíral 46 bodů.

## Reprezentační kariéra
Cleary hrál téměř vždy playoff NHL, takže nemohl reprezentovat. Za Kanadu si zahrál jen na mistrovství světa 2002 ve Švédsku, kde v 7 zápasech nasbíral 3 body.